# Leptotrioza bicolor
Leptotrioza bicolor är en insektsart som beskrevs av Crawford 1915. Leptotrioza bicolor ingår i släktet Leptotrioza och familjen spetsbladloppor. Inga underarter finns listade i Catalogue of Life.